# ПАЗ-4234
ПАЗ-4234 — российский высокопольный автобус среднего класса производства Павловского автобусного завода, является удлинённой версией ПАЗ-3205, от которой отличается тем, что удлинена на одну оконную секцию и использует дизельный двигатель ММЗ Д-245.9. Однако многие частные перевозчики переводят свои автобусы на газомоторное топливо в целях экономии.
С 2002 года эксплуатируется во многих городах России, Украины, Белоруссии, Казахстана, Киргизии, Грузии, Абхазии, Южной Осетии, Армении, Молдавии, Приднестровья, Монголии.

## История
Новая модель ПАЗ-4234 впервые была представлена в 2002 году на 70-летнем юбилее Павловского автобусного завода. Она была создана удлинением модели ПАЗ-32053 и ПАЗ-32054 на одну оконную секцию. После конструктивных доработок и создания полного комплекта техдокументации в 2003 году началось массовое производство модели.
В 2007 году проведена модернизация производства, что позволило проводить сертификацию для регулярного использования на загруженных маршрутах, значительно возрос ресурс службы кузова (с 5 до 10 лет), в салон устанавливаются более эффективный отопитель и более комфортные сиденья, улучшена эргономика места водителя. Также появились новые варианты заводской окраски кузова ПАЗ-4234, теперь модель оснащается дизельным двигателем ММЗ-245.9, мощностью 136 л.с., тормоза барабанного типа с двухконтурным пневматическим приводом и ABS фирмы Knorr-Bremse. В 2011 году модель начали комплектовать двигателями, соответствующими экологическим нормативам Евро-4.
В 2014 году для модификаций автобуса ПАЗ-32053, ПАЗ-32054, ПАЗ-4234 появился рестайлинг. Под конец 2020 года автобусу сделали косметические изменения, на первой двери установлена электроподножка, изменили расположения окон и сидений в салоне, обновили приборную панель, перегородка водителя сделана до крыши, добавлен поручень около водительского места.
В 2022 из-за экономических санкций и повышений цен на европейские комплектующие был представлен вариант, на котором вместо оптики производства фирмы Hella KGaA Hueck & Co (Германия) установлены две большие круглые фары ФГ-140, а также с 4,4-литровым турбодизелем ЯМЗ-534 с экологическим Евро-3 вместо Евро-5. Тем не менее, ПАЗ продолжил выпуск автобусов с прежней оптикой.

## Модификации
- ПАЗ-4234 — базовая модель с двигателем ММЗ Д-245.9Е3, 5-ступенчатой КПП СААЗ-3206.
- ПАЗ-423470 — школьный вариант автобуса. КПП: «ГАЗ» механическая, 4-ступенчатая, или «СААЗ» механическая, 5-ступенчатая[6].
- АМК-4234 — вариант автомобильного медицинского комплекса на базе автобуса ПАЗ-4234. Выпускается с 2015 года[7].
- АЛС-4234 — автолавка на базе автобуса ПАЗ-4234.

Сегодня выпускаются автобусы ПАЗ-4234 только с двигателями ЯМЗ-5342 или Cummins.
- ПАЗ-4234-04 — рассчитан на использование на городских и пригородных маршрутах. на автобус могут устанавливаться полумягкие сиденья с невысокой спинкой или высокие, отдельно расположенные, в городских моделях предусмотрены две накопительные площадки и две двери, устанавливается предпускового подогревателя. Комплектуется двигателями ЯМЗ-5342 (150 л.с.).[2]
- ПАЗ-4234-05 — рассчитан на поездки в условиях мегаполисов и в расположенные поблизости населенные пункты. Поручни для стоячих пассажиров расположены по всему салону (в базовой комплектации дизельный двигатель Cummins оснащён автономным предпусковым подогревателем типа Webasto, позволяющим удобно использовать автомобиль в зимних температурных режимах). Комплектуется двигателями Cummins ISF3.8[2].
- ПАЗ-423470-04 — школьный вариант автобуса. В салоне имеется 31 посадочных мест с ремнями безопасности которые установленные на подиуме, повернуты в одну сторону, багажные полки которые располагаются в задней части. Техника оборудована внешней и внутренней громкой связью, устройства ограничения скорости и автоматической подачи сигнала при движении автомобиля назад. Комплектуется двигателями ЯМЗ-5342 (150 л.с.)[2].

На базе этих автобусов так же выпускаются различные модификации.

## Технические характеристики
| Кузов                                            | Несущий, вагонной компоновки                                                  |
| Колёсная формула                                 | 4 × 2                                                                         |
| Число мест для сидения                           | 30                                                                            |
| Общее число мест                                 | 50                                                                            |
| Максимальная скорость, км/ч                      | 95 (с двигателем ММЗ Д-245.9), 110 (с двигателями Cummins ISF 3, ЯМЗ-5342)    |
| Контрольный расход топлива при 60 км/ч, л/100 км | 25                                                                            |
| Ёмкость топливного бака, л                       | 95                                                                            |
| Тормозная система                                | Пневматическая, двухконтурная, привод с разделением на контуры по осям, с ABS |
| Длина, мм                                        | 8165                                                                          |
| Ширина, мм                                       | 2500                                                                          |
| Высота, мм                                       | 2890                                                                          |
| База, мм                                         | 4345                                                                          |
| Полная масса, кг                                 | 9485                                                                          |
| Комплектуется двигателями                        | ЯМЗ-5342, ММЗ Д-245.9, Cummins ISF 3                                          |
| Вентиляция                                       | 3 люка в крыше, форточки на боковых окнах                                     |
| Рулевой механизм                                 | Гидроусилитель руля                                                           |

## Преимущества[2]
- Улучшенные потребительские характеристики.
- Надежность подвески на дорогах с любым покрытием.
- Доступная цена.
- Низкая стоимость эксплуатации.
- Высокая ремонтопригодность.
- Доступность запасных частей.

## В игровой и сувенирной индустрии
- ПАЗ-4234 выпустила фирма Vector-Models в 1:43 масштабе.
- ПАЗ-4234 присутствует в модификации для игры GTA: San Andreas в MTA Province.
- Различные версии автобуса доступны для OMSI 2.

## Галерея

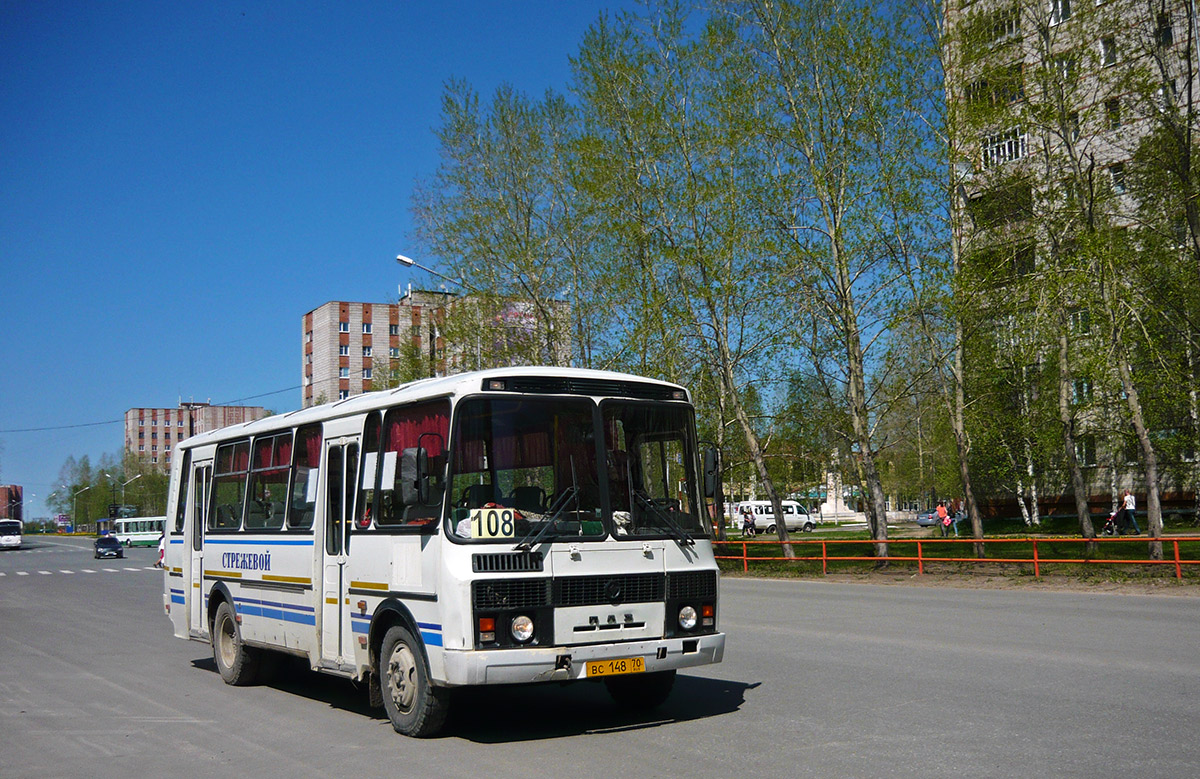
ПАЗ-4234 в Стрежевом
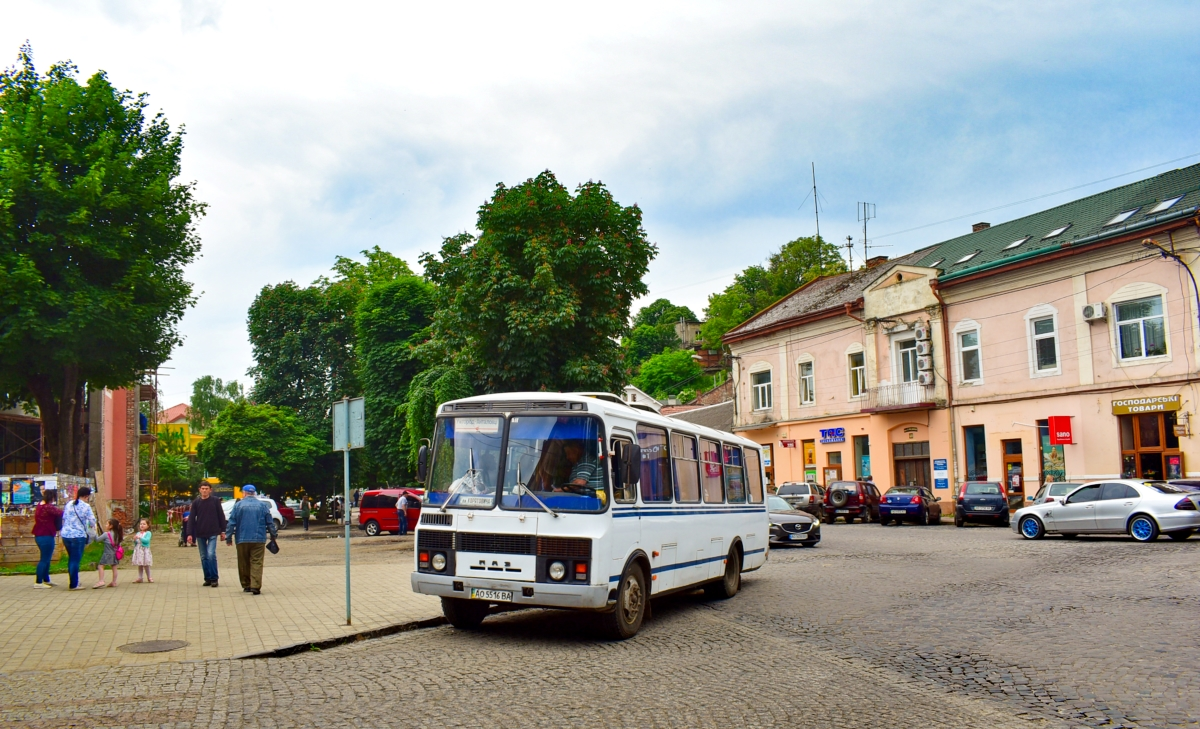
ПАЗ 4234 в Ужгороде
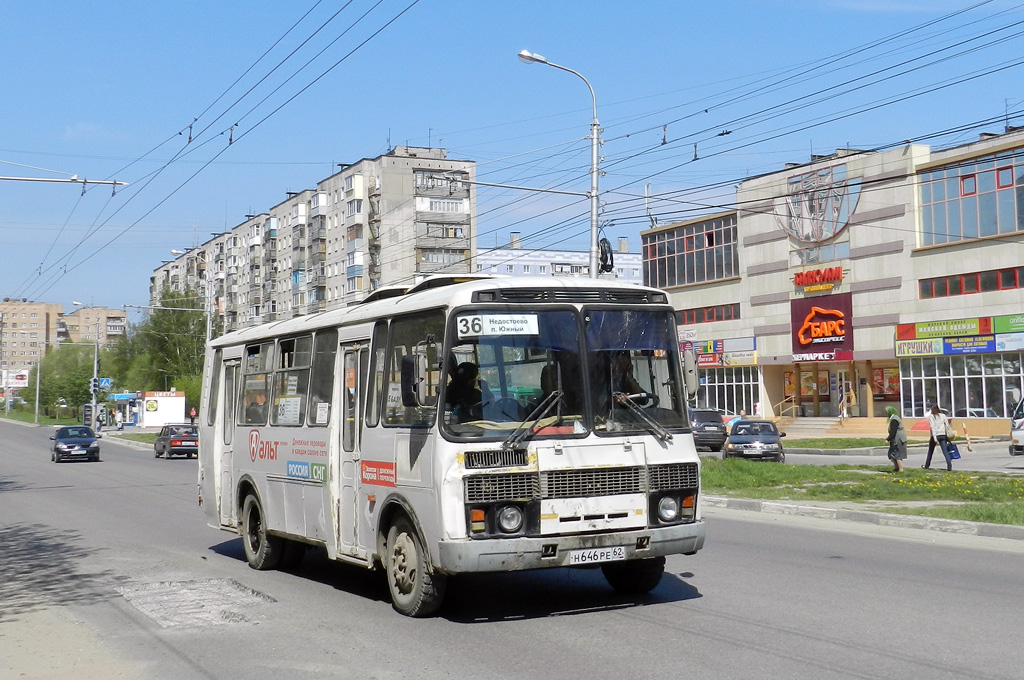
ПАЗ-4234 в Рязани
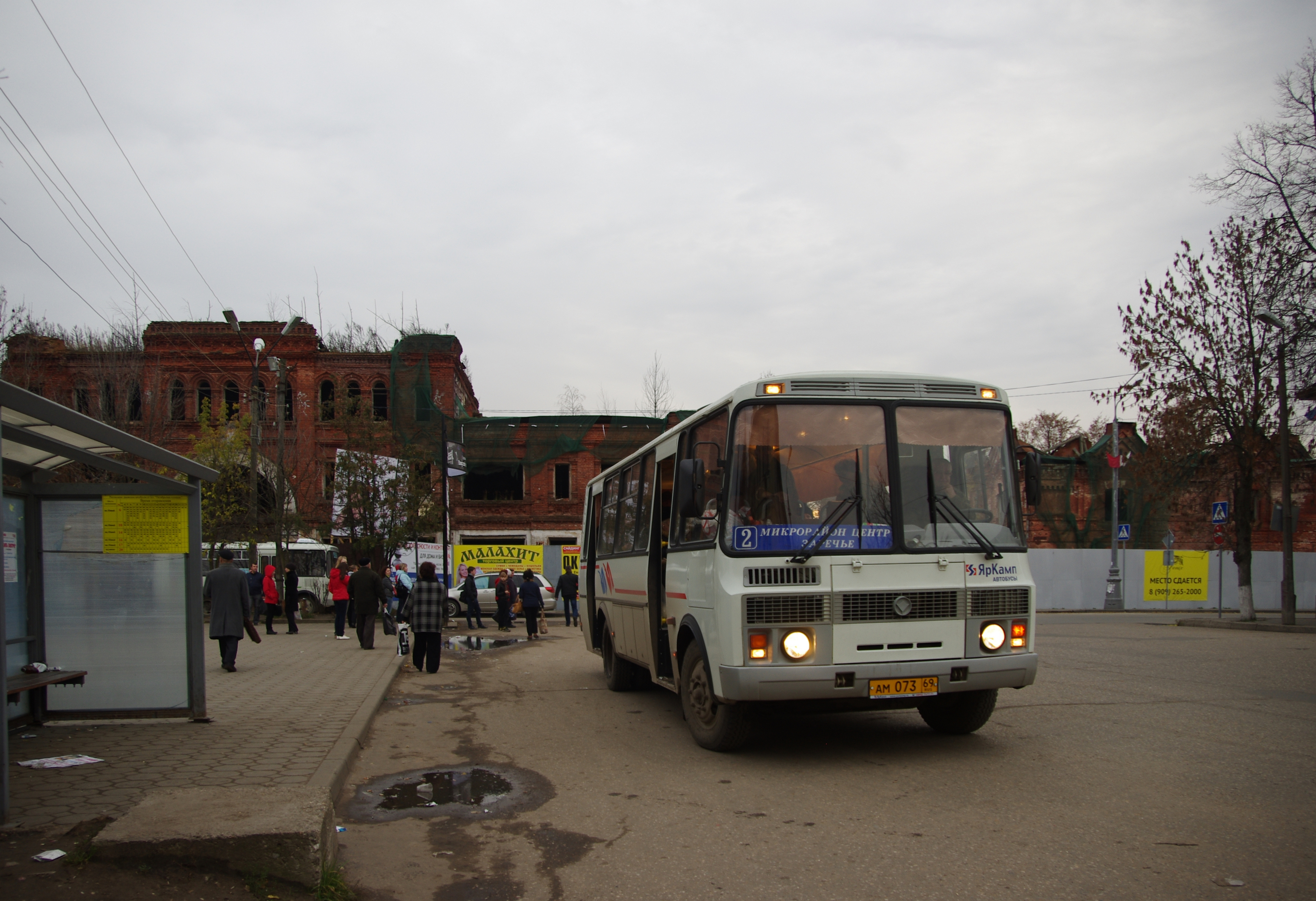
ПАЗ-4234 в Кимрах, Тверской области
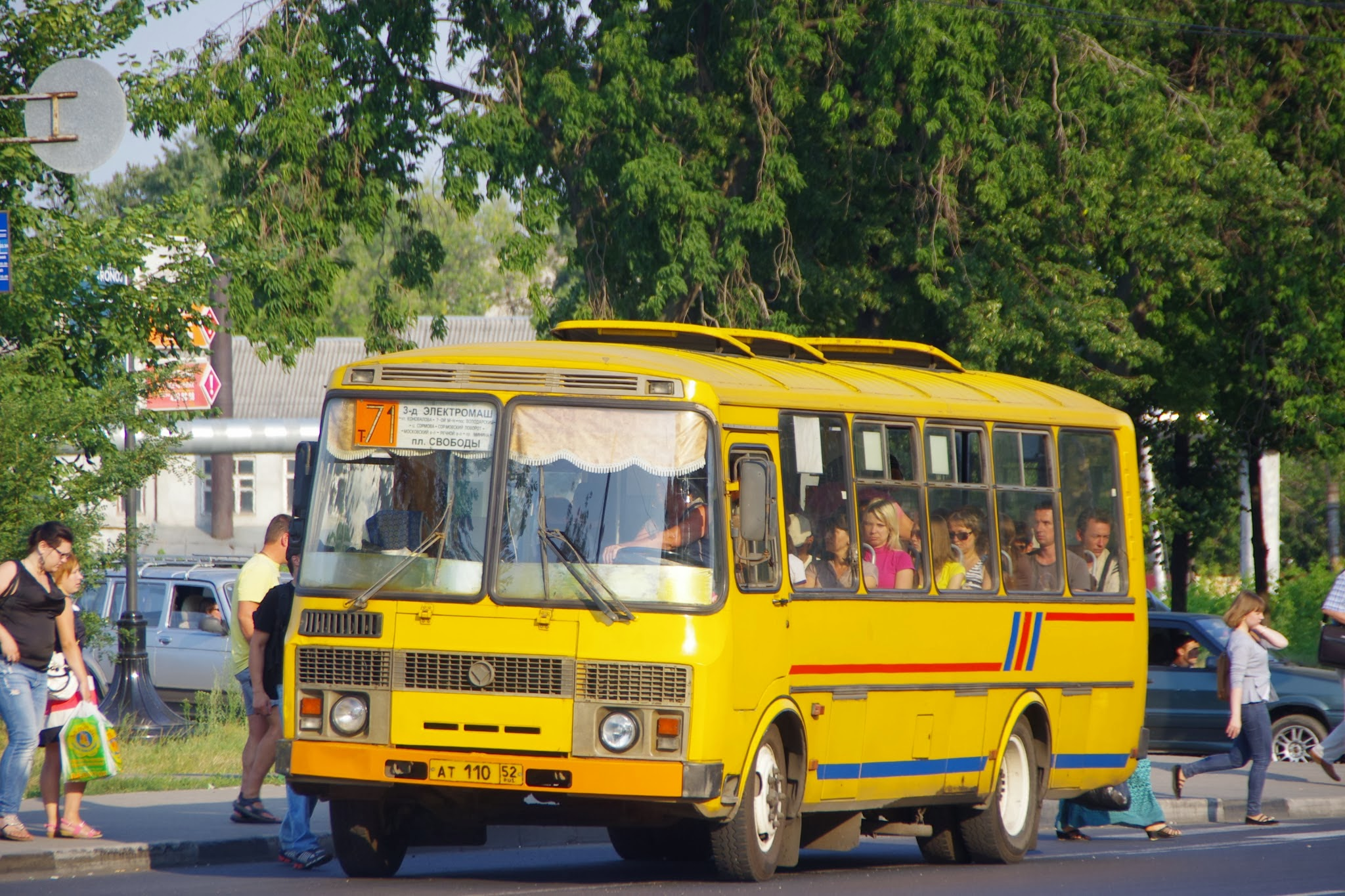
ПАЗ-4234 в Нижнем Новгороде
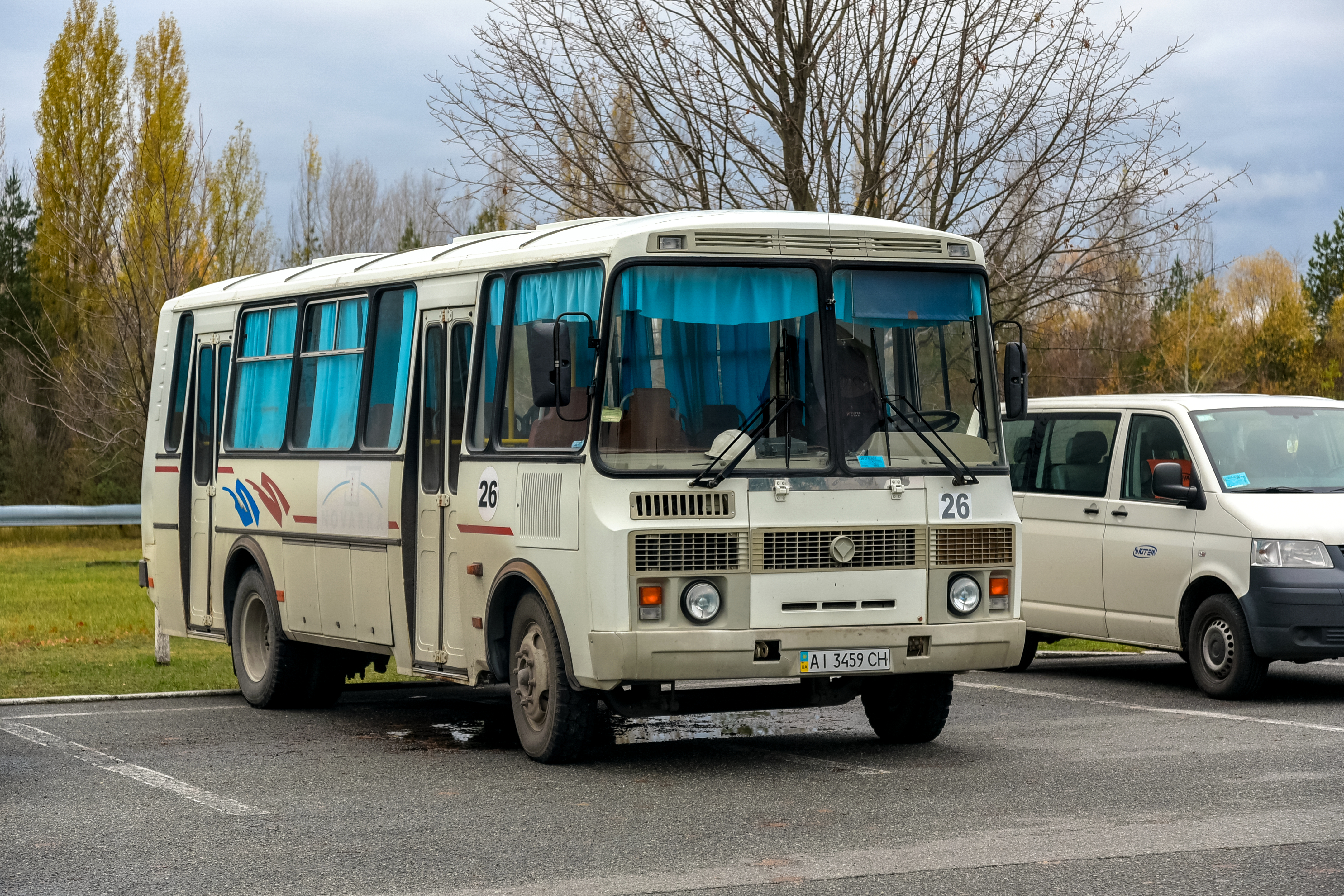
ПАЗ-4234 в Чернобыле
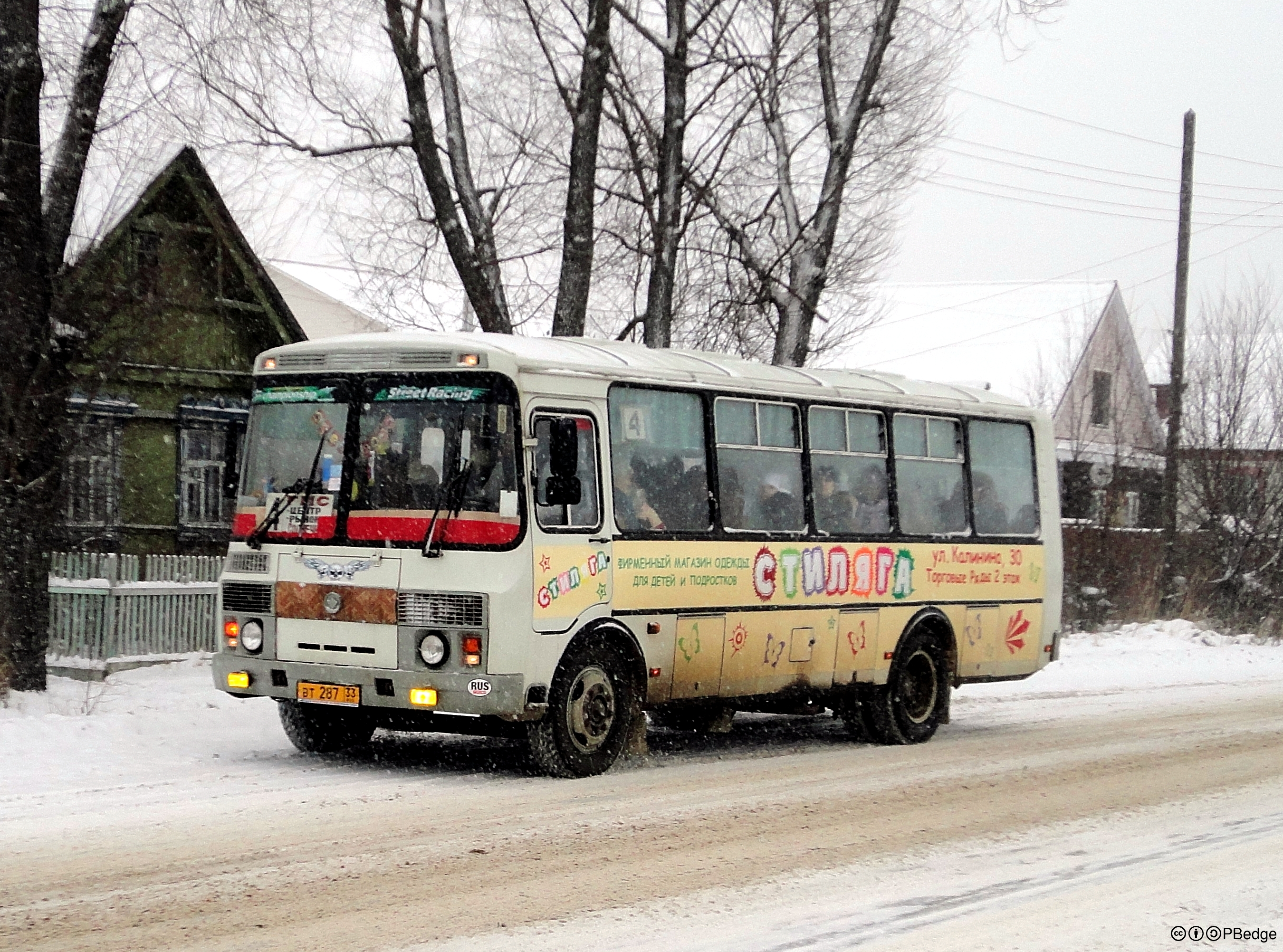
ПАЗ-4234 в Гусь-Хрустальном
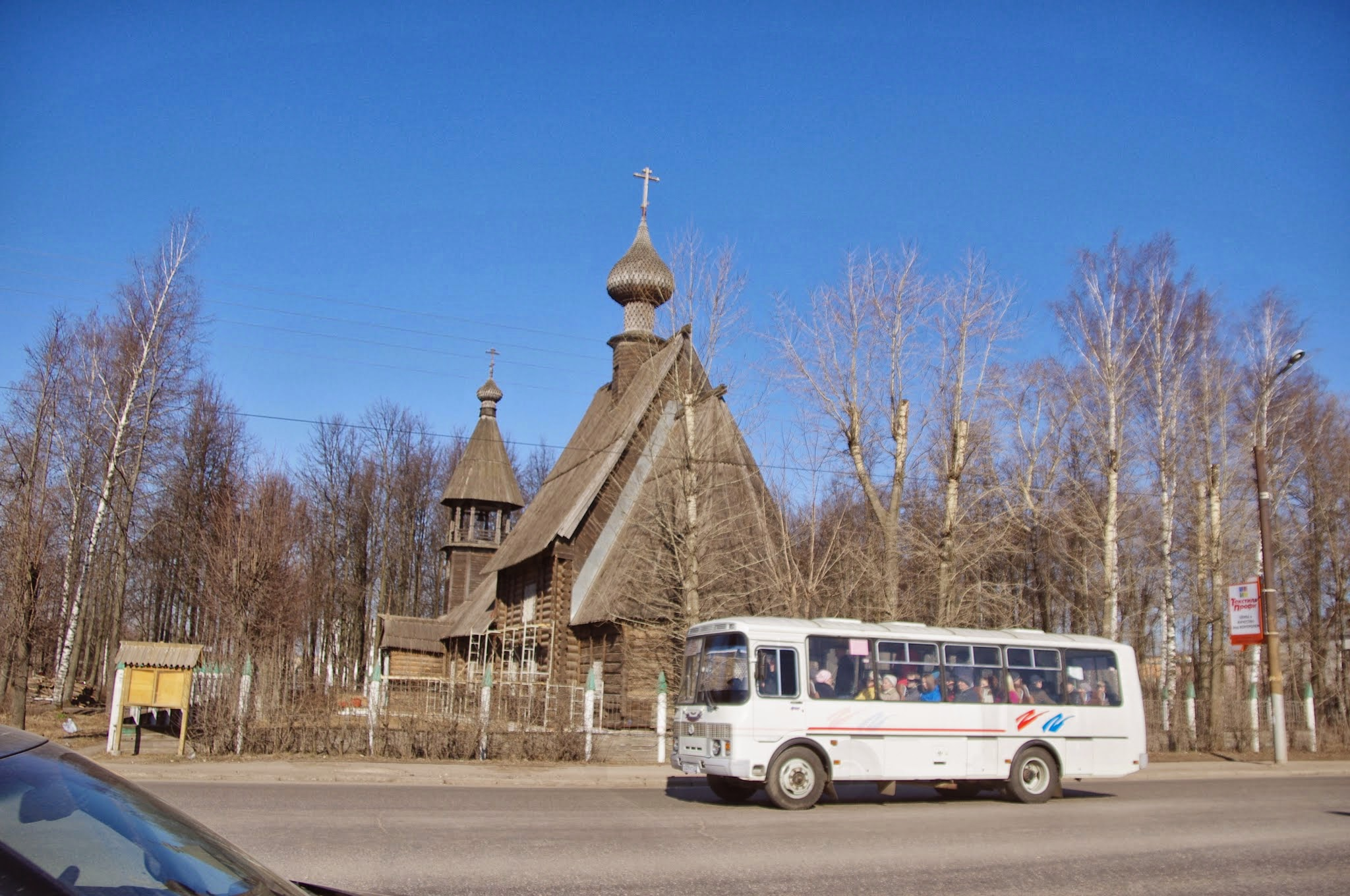
ПАЗ-4234 в Иваново
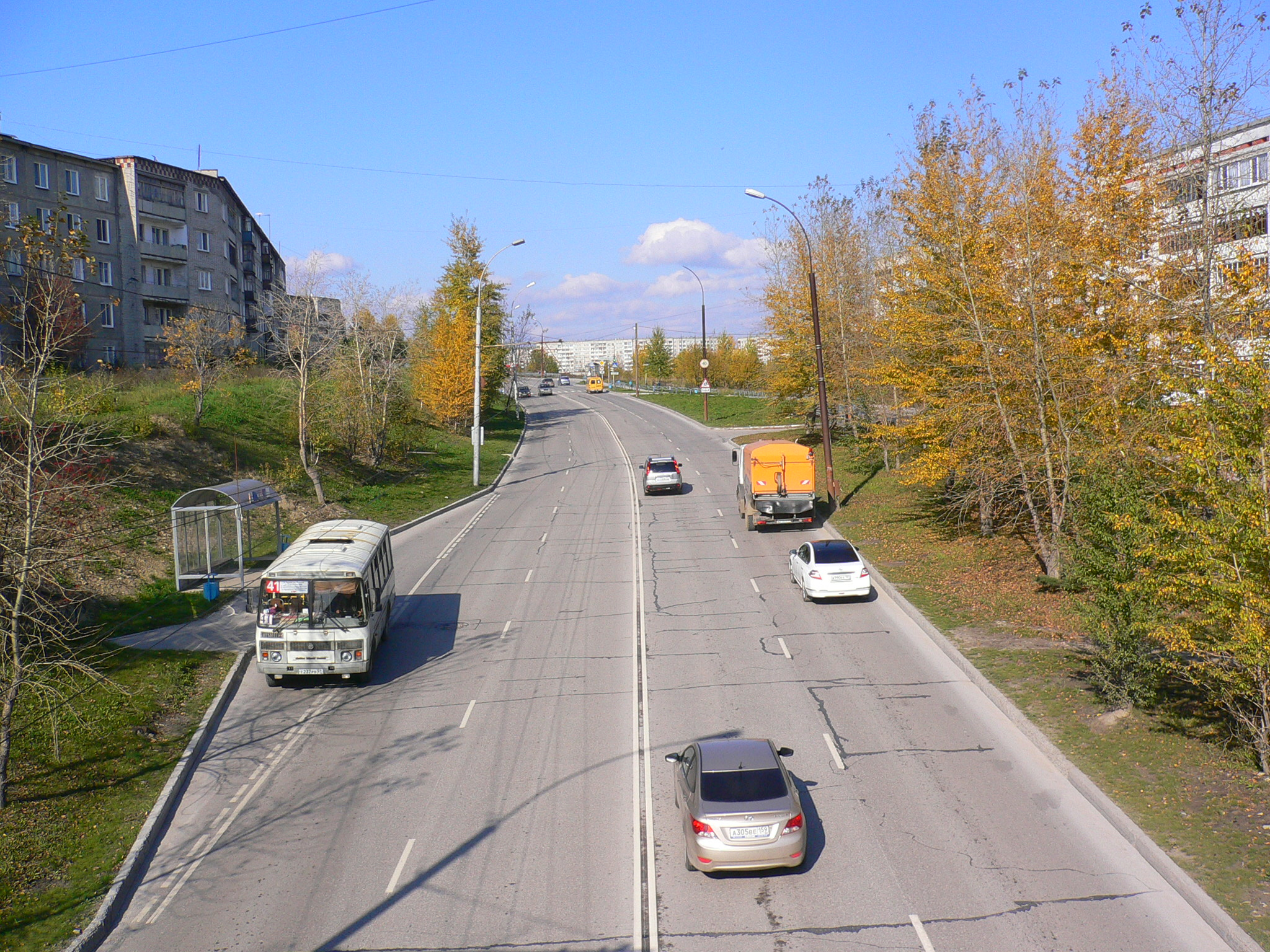
ПАЗ-4234 в Березниках
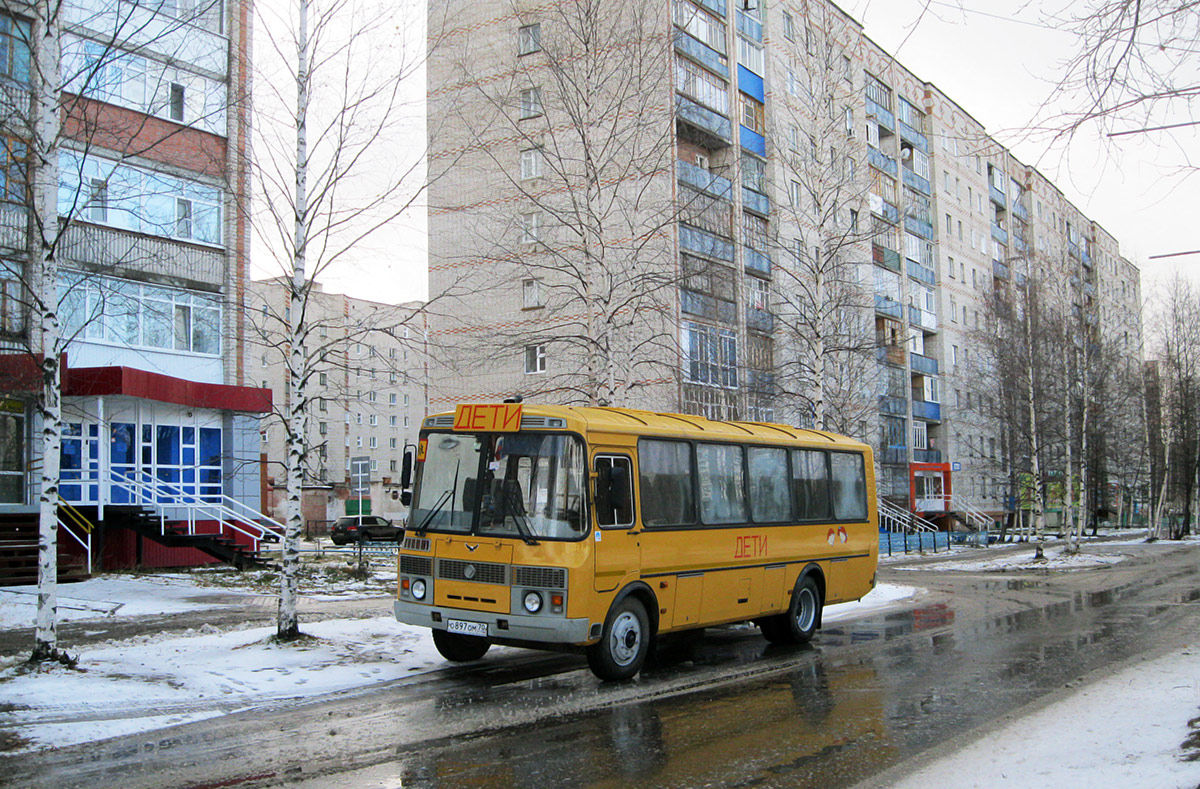
Школьный ПАЗ-4234 в Стрежевом
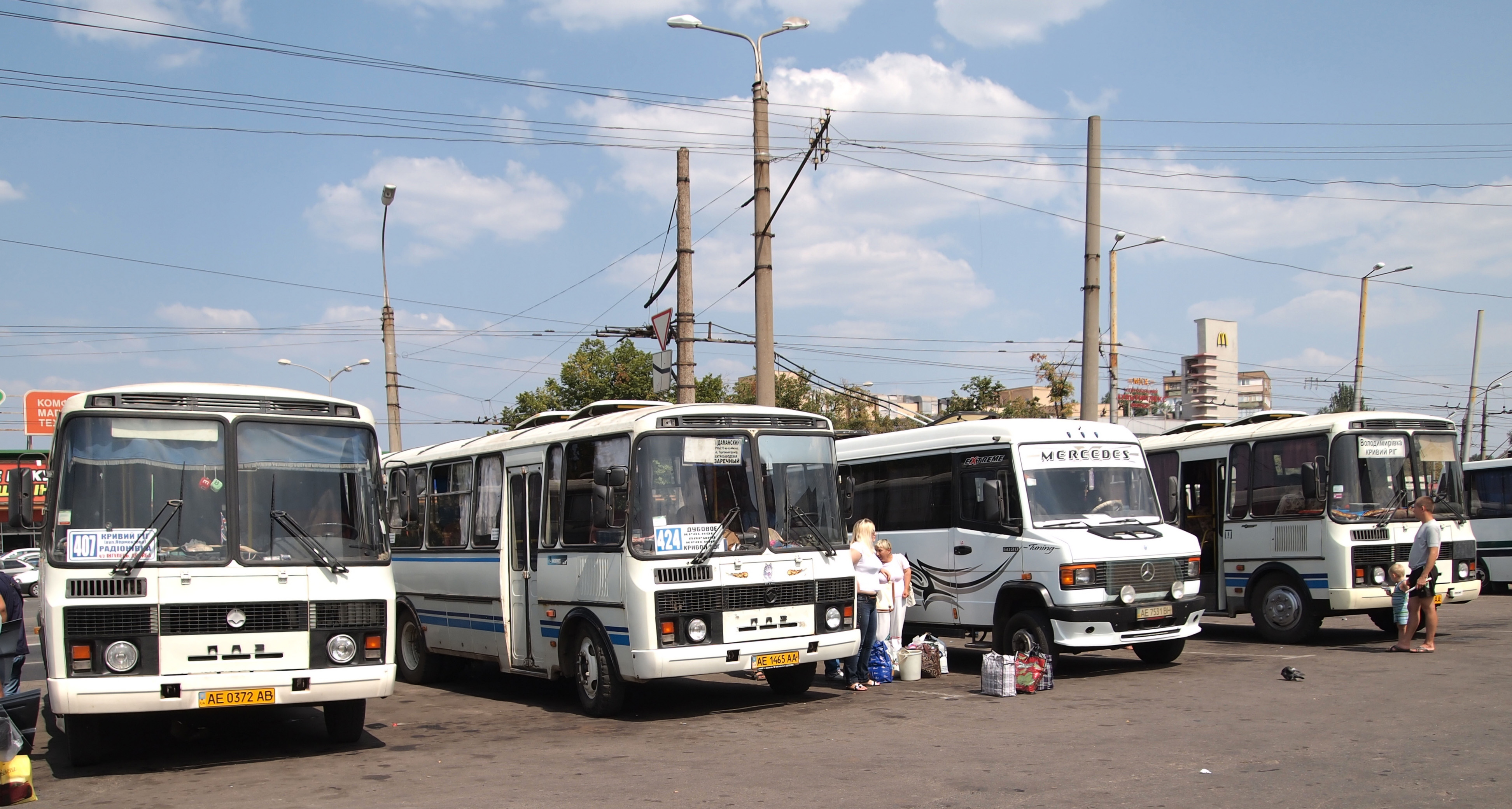
ПАЗ-4234 в Кривом Роге
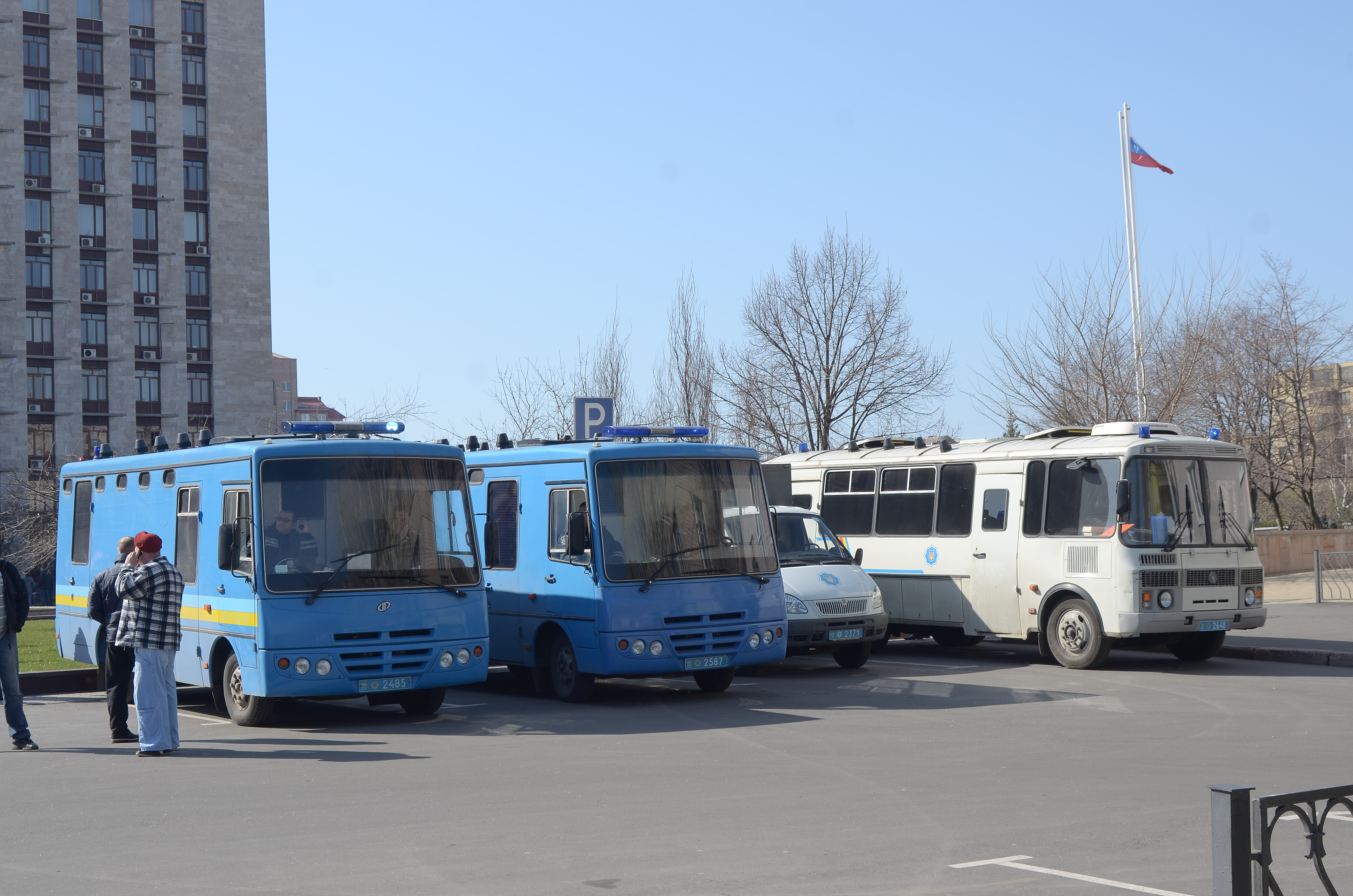
ПАЗ-4234 в день протеста в Донецке
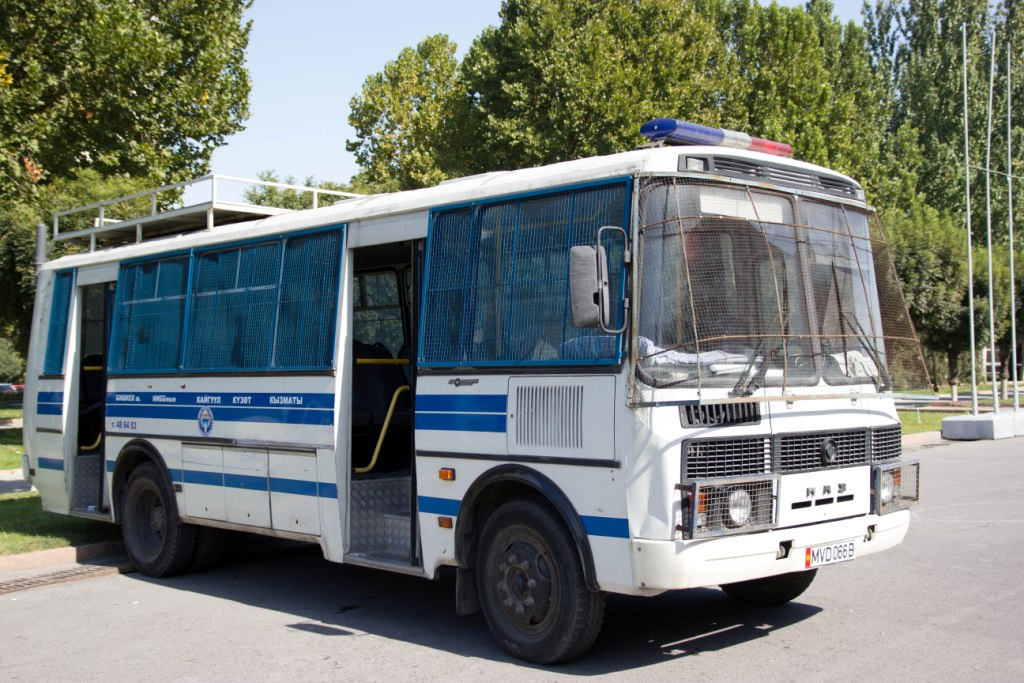
ПАЗ-4234 в Бишкеке
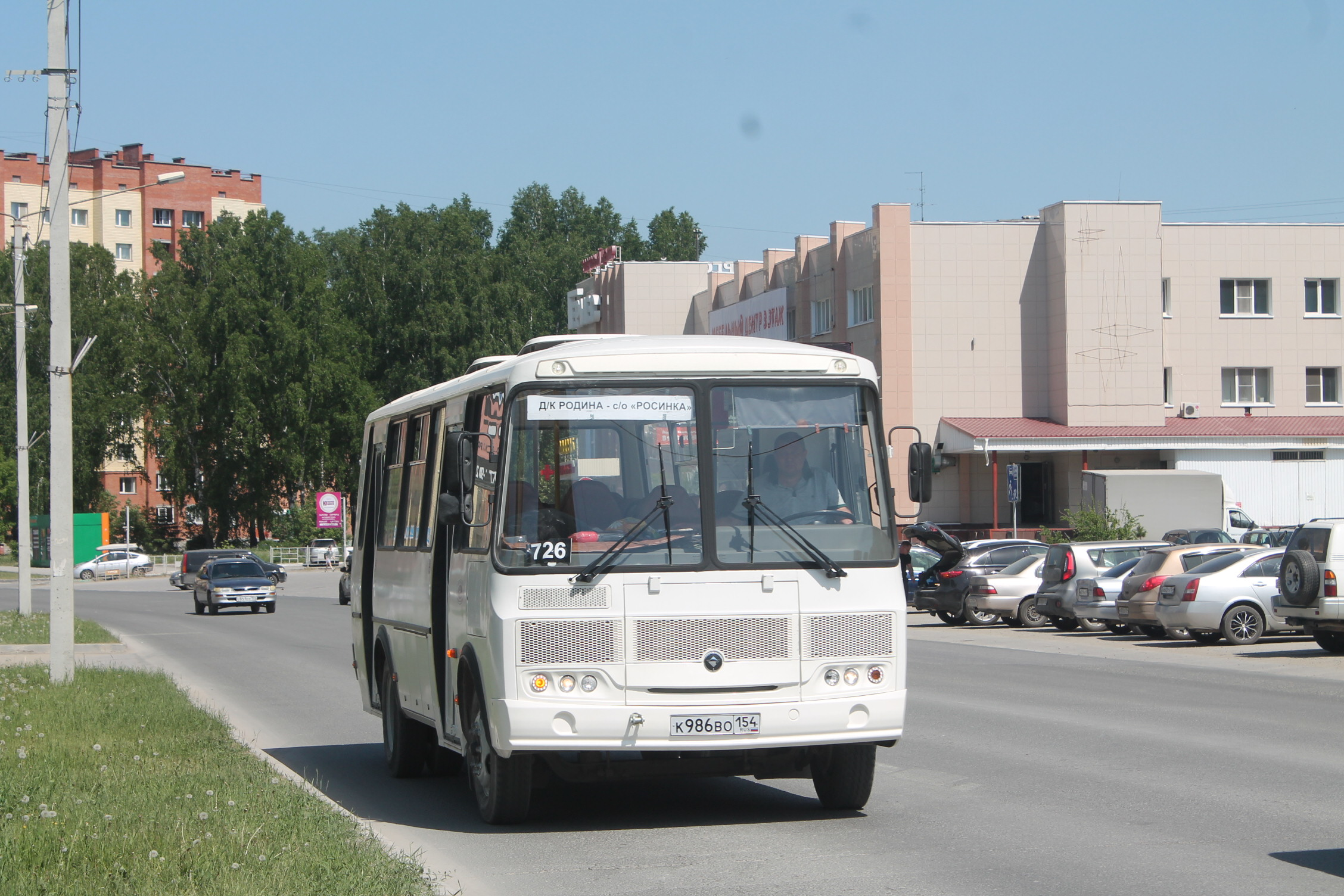
Рестайлинговый ПАЗ-4234 в Бердске
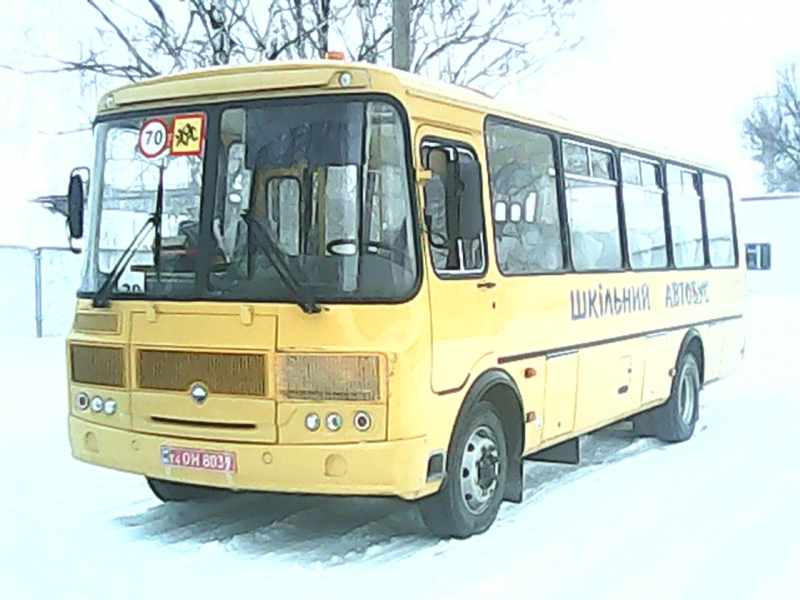
Рестайлинговый школьный автобус ПАЗ-4234 в Новочервоновской СОШ (Украина, Луганская область)
Рестайлинговый ПАЗ-4234 с обновленными оконными проемами в Бердске